# Zdzisław Skorupa
Zdzisław Skorupa (ur. 11 grudnia 1940 w Sailly-Labourse) – polski kowal, poseł na Sejm PRL VII kadencji.

## Życiorys
Uzyskał wykształcenie podstawowe. W grudniu 1956 podjął pracę jako kowal w Hucie „Jedność” w Siemianowicach Śląskich. W 1976 uzyskał mandat posła na Sejm PRL w okręgu Sosnowiec. Zasiadał w Komisji Przemysłu Ciężkiego, Maszynowego i Hutnictwa oraz w Komisji Zdrowia i Kultury Fizycznej.
Z żoną Barbarą w 2017 otrzymali Medal za Długoletnie Pożycie Małżeńskie.